# Época de la Inestabilidad

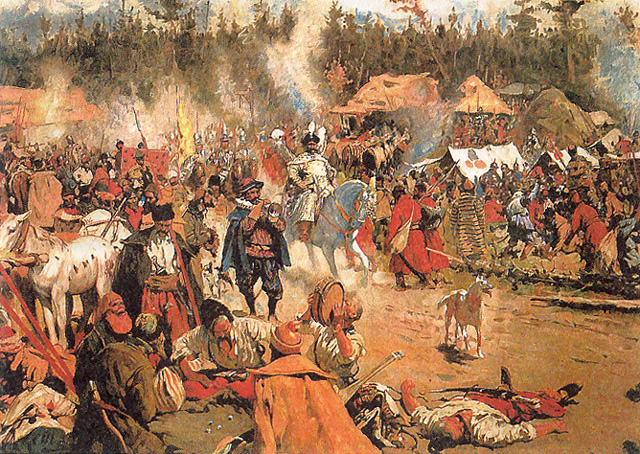
Túshino en el Período Tumultuoso, por Serguéi Ivanov.

El Período Tumultuoso o la Época de la Inestabilidad, también llamado Época de las Revueltas, Era de los desórdenes  o Tiempos Turbios (en ruso: Смутное время, tr.: Smútnoie vremia), también conocido como Smuta (en ruso: Смута, lit. «problemas»),  fue un período de crisis política en la historia de Rusia que comprende el interregno entre la muerte del zar ruso Teodoro I Ivánovich de la dinastía ruríkida en 1598 y el establecimiento de la dinastía Románov en 1613. Es uno de los períodos más oscuros de la historia rusa, pero a la vez uno de los más importantes.
Fue un período de profunda crisis social y anarquía tras la muerte de Teodoro I, un gobernante débil y posiblemente con discapacidad intelectual que falleció sin dejar heredero. Su muerte puso fin a la dinastía de los Rúrik, lo que desencadenó una violenta crisis sucesoria con numerosos usurpadores y falsos Dmitris (impostores) que reclamaron el título de zar. Rusia sufrió la hambruna de 1601-1603, que mató a casi un tercio de la población, tres años después de la muerte de Teodoro. Rusia también fue ocupada por la Mancomunidad polaco-lituana durante la Guerra polaco-rusa y perdió Smolensk. La intervención extranjera, revueltas campesinas e intentos de los pretendientes de tomar el trono amenazaron con destruir el estado mismo y causaron importantes perturbaciones sociales y económicas, especialmente en las zonas sur y central del estado.
El Período Tumultuoso finalizó con la elección de Miguel Románov como zar por el Zemski Sobor («asamblea de la tierra») en 1613, estableciendo la dinastía Románov, que gobernó Rusia hasta la Revolución de Febrero de 1917.

## El fin de la dinastía ruríkida
Borís Godunov, después de 1570, contrajo matrimonio con la hija de un favorito del zar Iván IV (Iván el Terrible) obteniendo a partir de entonces varios cargos en la corte hasta que se convierte en boyardo alrededor de 1580. A partir de este momento su carrera le iría aproximando al zar, hasta el momento en el que este casó a su hijo mayor, Teodoro (Fiódor), con la hermana de Borís, Irene.
Hacia el inicio de 1584 Iván enfermó gravemente y, sabiéndose a punto de morir (muere el 18 de marzo de ese año), llamó a su hijo Teodoro nombrándolo su heredero legítimo al trono. Le recomendó gobernar con justicia y sabiduría y evitar las guerras, porque Rusia no estaba preparada para un conflicto.
La sucesión llegará dos semanas después de la muerte de Iván. Teodoro es considerado como un individuo débil mental, incapaz de gobernar y dedicado totalmente a la religión. En el mismo momento es confinado en Úglich un segundo hijo del zar, zarévich Dmitri, nacido en 1581 del séptimo matrimonio de Iván, no reconocido por la jerarquía eclesiástica, y en estos momentos contando con tan sólo dos años. En cuanto al nuevo zar, estaba destinado a tener a su lado a alguien que tuviera efectivamente el poder. Después de varios sucesos es nombrado regente de facto Borís Godunov, que gana así el puesto a Nikita Románovich y al hijo de este Fiódor Nikítich Románov, tío y sobrino suyos, y ambos tutores de Teodoro I. 
Dimitri, el hijo menor de Iván el Terrible, muere en circunstancias poco claras en los jardines de su palacio de Úglich el 15 de mayo de 1591. Se investigó el caso y se llegó a la conclusión de que había muerto cuando jugaba con otros niños, un juego que consistía en lanzar un cuchillo y clavarlo en la tierra y luego el oponente tenía que posicionar una pierna en el lugar donde se clavó el cuchillo. Los testigos declararon que la muerte del zarévich Dimitri fue un accidente, debido a que le sobrevino un ataque epiléptico mientras agarraba el cuchillo, al caerse el cuchillo le rasgó el cuello hiriéndolo de muerte. Todos conocían que Dimitri padecía de ataques frecuentes de epilepsia, sin embargo, los enemigos de Borís Godunov lo acusaron de haber ordenado el asesinato de Dimitri, con la intención de desacreditarlo ante la población.
El evento de mayor importancia del reino de Teodoro es la elevación de Moscú a patriarcado en 1589, este punto es el culminante en el proceso de la total independencia de la Iglesia Ortodoxa Rusa. A este momento le suceden tres años de control absoluto de Borís, que tiene un hijo al que llama Fiódor (Teodoro) Borísovich, en honor al zar.
Después de la muerte de Teodoro (último representante de una dinastía que había gobernado durante siete siglos) sin descendencia el 7 de enero de 1598, Godunov fue elegido como sucesor suyo.

## Borís I de Rusia
Al morir Teodoro, el título pasa a su mujer Irene, que lo cede al patriarca Job, aliado de Borís, expresando su deseo de retirarse a la vida monástica en el Monasterio Novodévichi. Al no ser heredero directo (como Vasili Shuiski, que era descendiente de Rúrik, o los Románov, que también tenían casada una hermana con un zar) y debido a los rumores sobre el asesinato que habían propagado sus adversarios, Godunov debe confirmar su posición mediante una elección mayoritaria realizada por un Zemski Sobor. El corto reinado personal de Godunov, entre 1598 y 1605, no fue tan exitoso como su administración al servicio de Teodoro. Sigue en la línea de Iván, conteniendo las pretensiones de los boyardos como Vasili Shuiski o Fiódor Románov, al que obliga a tomar votos eclesiásticos. Cosechas extremadamente pobres, unidas a temperaturas nocturnas veraniegas a menudo bajo cero —ver hambruna de Rusia de 1601-1603— provocaron que el hambre se generalizara, haciendo que mucha gente muriera por inanición. El gobierno distribuyó ayuda monetaria y alimentos en Moscú, lo que generó una ola de refugiados hacia la capital, lo que aumentó la desorganización económica.
La facción oligárquica, dirigida por la familia de los Románov, consideraba una desgracia el obedecer a un simple boyardo de nobleza reciente, de modo que las conspiraciones eran frecuentes. Por otro lado, los distritos rurales estaban desolados por la hambruna y las plagas, así que grandes bandas de bandoleros armados asolaban el país, cometiendo toda clase de atrocidades. Por su parte, los cosacos del Don en la frontera meridional estaban inquietos, y el gobierno se veía incapaz de mantener el orden.
Bajo la influencia de estos grandes nobles que se habían opuesto sin resultado a la elección de Godunov, el descontento general se transformó en hostilidad hacia él, viéndolo como un usurpador. Buscando atacar la legitimidad de Borís Godunov, se empezaron a escuchar rumores sobre el hecho de que el zarévich Dmitri, supuestamente muerto, estaba todavía vivo, escondido o en el exilio.
Como resultado de esta ola de rumores, fácilmente propagables ante la ausencia de fuentes de información fiable, y muy creíbles debido al rechazo popular contra Godunov, en la Mancomunidad de Polonia-Lituania apareció en 1603 un hombre alegando ser Dmitri y proclamando por ello ser el auténtico heredero del trono de Rusia. El misterioso impostor fue inicialmente rechazado por la nobleza polaca pero luego, a lo largo de 1604, fueron aceptadas sus pretensiones, y encontró apoyo en Rusia y en el extranjero, particularmente en la Mancomunidad y en los Estados Pontificios. Hubo facciones en Polonia que vieron al falso Dimitri como un medio para extender su influencia a Rusia, o por lo menos llevarse alguna ganancia por su apoyo. El Papado lo vio como una oportunidad para establecer el poder de la Iglesia católica sobre la Iglesia ortodoxa rusa.
Unos meses después, a inicios de 1605, el falso Dmitri cruzó la frontera occidental de Rusia con una pequeña fuerza de 4.000 polacos, lituanos, exiliados rusos, mercenarios alemanes y cosacos del Dniéper y del Don, lo que marcó el inicio de la intervención de la Mancomunidad en Rusia (Guerra Polaco-Moscovita (1605-1618)). Aunque Polonia-Lituania no había declarado oficialmente la guerra a Rusia (su rey Segismundo III Vasa no estaba a favor de esta incursión), algunos poderosos magnates polacos decidieron apoyar al falso Dmitri con sus propias fuerzas y dinero, pensando en recoger buenas recompensas tras la intervención, al punto que el falso Dimitri estuvo prometido mediante un representante con Marina Mniszech hija del voivoda de Sandomierz, uno de los magnates polacos que patrocinaban su incursión.
La llegada del falso Dmitri a Rusia sirve como estímulo para una serie de revueltas populares contra la autoridad de Borís Godunov, tropas y boyardos enviados para rechazarlo terminan uniéndose al presunto «hijo de Iván el Terrible», al punto de surgir un verdadero movimiento para derrocar a Godunov, patrocinado por importantes aristócratas. A su vez, el resquebrajamiento de su autoridad causa en Godunov un estado de terror creciente que lo conduce a un estado obsesivo en el que sufre alucinaciones y se ve perseguido por fantasmas, y muere por causas desconocidas el 23 de abril de 1605.
El hijo de Borís, Fiódor asume el trono ruso y reina bajo la tutela de su madre durante dos meses, tratando vanamente de reunir aliados entre los boyardos, quienes lo fuerzan a abdicar el 10 de junio en tanto la existencia de Dmitri como heredero legítimo hace insostenibles las pretensiones de la familia Godunov. El falso Dmitri hizo su entrada triunfal en Moscú el 20 de junio, visitó la tumba del zar Iván IV y luego se mostró ante su viuda, que afirmó reconocerlo como hijo suyo. Fiódor y su madre son ejecutados poco después.

## Guerras con Polonia y Suecia
El reinado de Dmitri fue breve. Después de un año se formó una conspiración contra él dirigida por el ambicioso knyaz ruríkida Vasili Shuiski (ya que en su matrimonio con Marina no le había hecho cambiar de religión, lo que había generado descontento en la Iglesia y los boyardos), y fue asesinado poco después de su matrimonio en Moscú en el Kremlin de Moscú, junto con la mayoría de sus partidarios, que fueron brutalmente masacrados. Se estima que murieron 2.000 polacos a manos de Shuiski y sus hombres. El cuerpo de Dmitri fue hecho pedazos, expuesto al público, quemado, y sus cenizas fueron finalmente disparadas por un cañón en dirección a Polonia. La reacción a la masacre en Polonia fue fuerte, pero decidieron posponer la venganza. Shuiski ganó poder y fue elegido zar por una asamblea compuesta por su facción, pero ni los boyardos rusos, ni los magnates de la Mancomunidad, ni los cosacos saqueadores, ni los mercenarios alemanes estuvieron satisfechos con el cambio, así que pronto, un nuevo impostor, del mismo modo haciéndose pasar por Dmitri, se presentó como el verdadero heredero. Como su predecesor, gozó del apoyo y la protección de los magnates polacos y lituanos. De todos modos, después de que Shuiski firmara una alianza con Suecia, el rey de la Macomunidad Segismundo III Vasa, viendo la alianza ruso-sueca como una amenaza, resolvió oficialmente intervenir en los asuntos internos de Rusia.

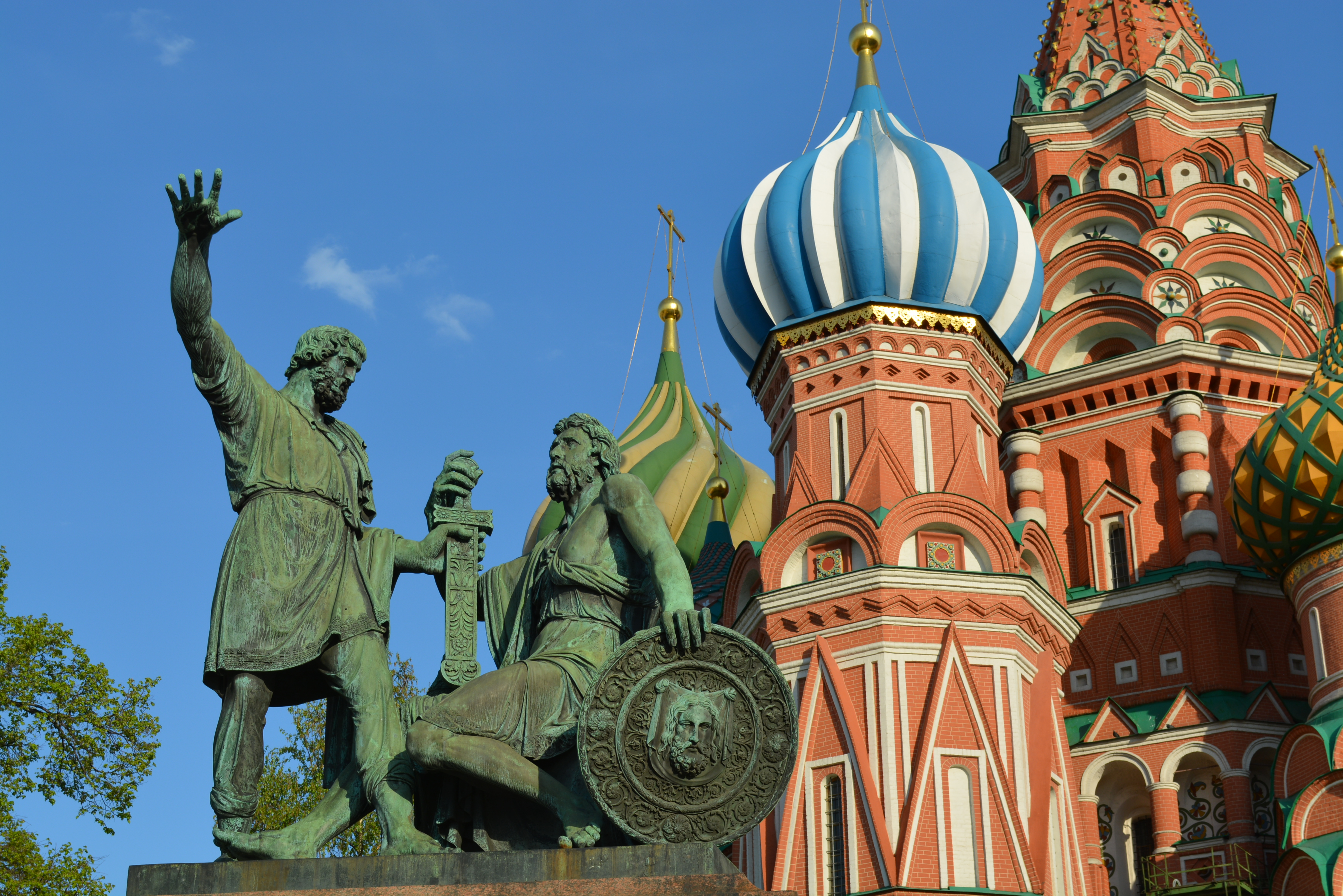
Monumento a Pozharski y Minin (1804–16) frente a la catedral de San Basilio.

Dmitri II «El Falso» había creado una corte paralela en la ciudad de Túshino, cerca de Moscú, donde había concebido con Marina Mniszech un hijo. Fue derrocado porque el comandante polaco, el hetman Stanisław Żółkiewski, apoyó a un candidato rival, el hijo de Segismundo, Vladislao. Las tropas polaco-lituanas que cruzaron las fronteras rusas pusieron sitio a la fortaleza de Smolensk. Después de que las fuerzas ruso-suecas fueran destruidas en la batalla de Klúshino, Shuiski fue forzado a abdicar (es encarcelado en Polonia y muere el 12 de septiembre de 1612). Los siete boyardos, que tomaron el poder entonces en Moscú, juraron fidelidad a Vladislao bajo la promesa de mantener la ortodoxia rusa y garantizarles ciertos privilegios. De este modo, a las tropas polacas se les permitió entrar en Moscú y ocupar el Kremlin.
El rey polaco se opuso a este compromiso, decidido a quedarse él con el trono y convertir a Rusia al catolicismo. Este esquema no le placía a ninguna de las facciones contendientes y despertó sentimientos anticatólicos y antipolacos en la población. Al mismo tiempo tampoco le parecía bien a los suecos, que se habían convertido en rivales de los polacos en la costa báltica, de modo que declararon la guerra a Rusia, apoyando a su propio Dimitri III «El Falso» en Ivángorod, donde se nombra zarévich Dmitri el 28 de marzo de 1611. Es reconocido por cosacos que saqueaban el territorio alrededor de Moscú, y los ciudadanos de Pskov le juran fidelidad bajo amenaza. Saliendo de Pskov es apresado y ejecutado en secreto.
Rusia estaba entonces en una situación crítica. El trono estaba vacante, los grandes nobles boyardos se peleaban entre ellos; el Patriarca Hermógenes estaba en prisión, los católicos polacos ocupaban el Kremlin de Moscú y de Smolensk, los protestantes suecos habían ocupado Nóvgorod, las continuas invasiones tártaras estaban dejando las fronteras meridionales de Rusia totalmente despobaldas y devastadas y enormes bandas de bandoleros aparecían por todas partes. Decenas de miles de personas morían en batallas y disturbios—entre el 17 y el 19 de marzo de 1611, los polacos y los mercenarios alemanes masacraron a 7 000 moscovitas e incendiaron la ciudad para suprimir los disturbios. La mayoría del resto de las ciudades estaban también desoladas o debilitadas. Por ejemplo, el 22 de setiembre de 1612, las fuerzas polacas y lituanas exterminaron a la población y a los clérigos de Vólogda.

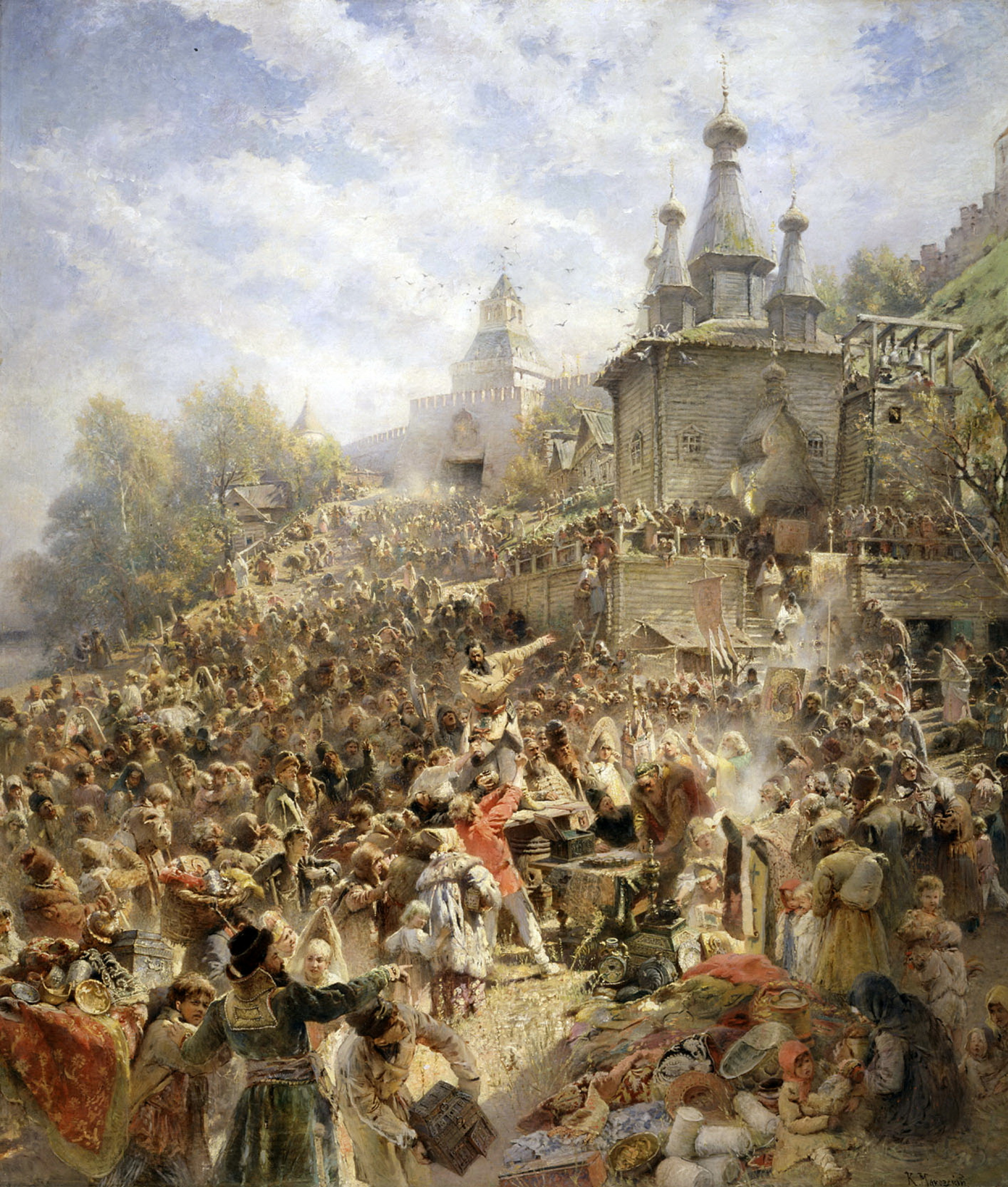
Minin incita al pueblo de Nizhny Nóvgorod a formar un ejército de voluntarios.

## Minin y Pozharski
La severidad de la crisis produjo su remedio, en forma del levantamiento patriótico de la nación bajo el liderazgo de Kuzmá Minin, un mercader de Nizhni Nóvgorod, y el príncipe Dmitri Pozharski. En el otoño de 1611, Minin recaudó impuestos del pueblo, los monasterios y las aldeas campesinas de la corona para financiar una segunda milicia (en ruso: Второе народное ополчение). Minin reclutó al príncipe Pozharski para liderarla. La ciudad de Yaroslavl se convirtió en el cuartel general de la creciente milicia y sede del nuevo gobierno provisional. En junio de 1612, Pozharskii consiguió una tregua con Suecia, lo que permitió a su ejército avanzar sobre Moscú, donde llegó el 28 de julio de 1612. Iván Zarutski, un cosaco emisario del zarévich Pedro e Iván Bolótnikov que había reconocido al Falso Dimitri II como zar y que era uno de los líderes de la milicia nacional, huyó a Kolomna con la princesa Marina Mniszech, su hijo Iván y algunos cosacos.: 292–295 
En enero de 1612, parte del ejército polaco se amotinó debido al impago de salarios y se retiró de Rusia hacia la Mancomunidad. El Segundo Ejército Voluntario se unió a las demás fuerzas rusas antipolacas en Moscú, asediando la guarnición polaca que permanecía en el Kremlin. Bien armado y organizado, el Segundo Ejército Voluntario capturó Yaroslavl en marzo de 1612 y estableció un gobierno provisional ruso apoyado por varias ciudades. Minin y Pozharsky entraron en Moscú en agosto de 1612 al enterarse de que un ejército polaco de 9 000 hombres, al mando del atamán Jan Karol Chodkiewicz, se dirigía a levantar el asedio. El 1 de septiembre comenzó la batalla de Moscú; las fuerzas de Chodkiewicz llegaron a la ciudad, utilizando ataques de caballería en campo abierto y nuevas tácticas, como un fuerte móvil de tabor. Tras éxitos tempranos, las fuerzas de Chodkiewicz fueron expulsadas de Moscú por refuerzos de cosacos del Don, aliados con Rusia. El 3 de septiembre, lanzó otro ataque que alcanzó las murallas del Kremlin; sin embargo, las estrechas calles de Moscú detuvieron el movimiento de sus tropas, y ordenó la retirada tras un contraataque ruso. El 22 de septiembre de 1612, polacos y lituanos tomaron e incendiaron Vólogda, matando y capturando a muchos de sus habitantes, y muchas otras ciudades también fueron devastadas o debilitadas.
Según Dunning, «El 26 de octubre, Mstislavskii... sacó del Kremlin a Iván Románov, Mijaíl Románov y otros aristócratas avergonzados. Al día siguiente, 27 de octubre, la guarnición polaca se rindió incondicionalmente y las fuerzas de la milicia nacional entraron en la capital».: 296–297 
Después de la batalla por Moscú del 1 de noviembre (22 de octubre en el Calendario juliano), los invasores se retiraron al Kremlin de Moscú. Entre el 3 y el 6 de noviembre (24 y 27 de octubre en el calendario juliano) el ejército polaco de los alrededores se vio forzado a retirarse, así que la guarnición del Kremlin tuvo que rendirse a Pozharski. El 4 de noviembre Rusia celebra el aniversario de este acontecimiento como el Día de la Unidad Popular.

## Miguel Románov y sus consecuencias

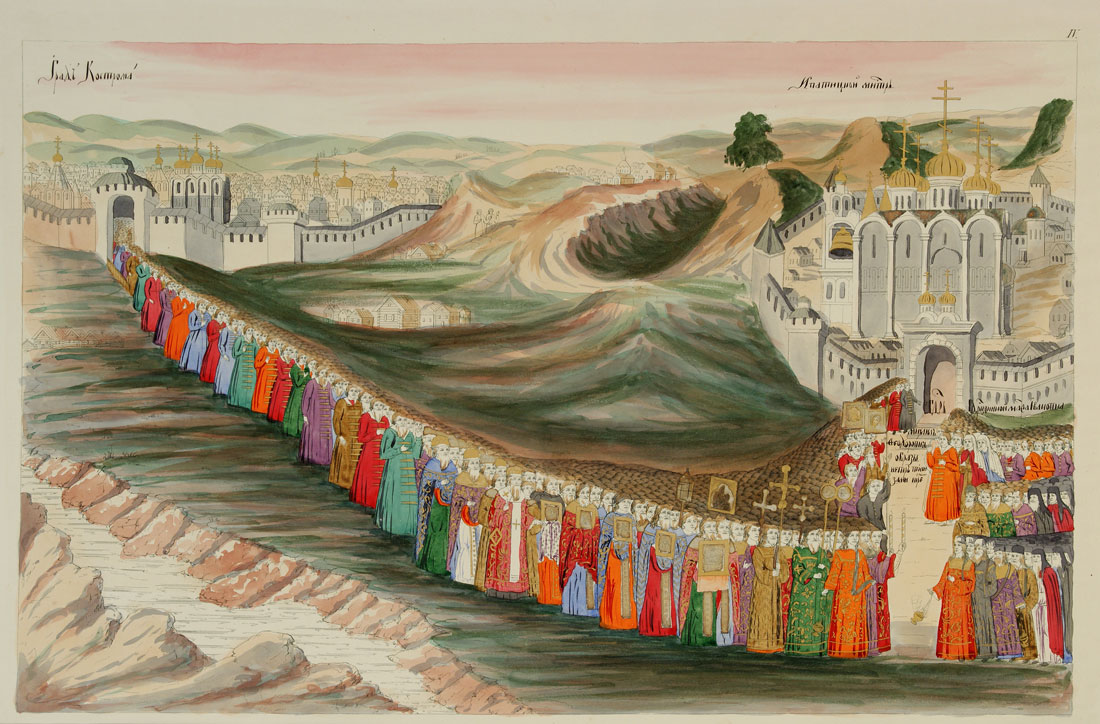
La delegación del Zemski Sobor marcha al Monasterio Ipatievsky para informar a Mijaíl Fiódorovich sobre su elección.

Una Gran Asamblea Nacional (Zemski Sobor) eligió como zar el 21 de febrero de 1613 a Miguel Románov, el hijo menor de Fiódor Nikítich Románov (llamado patriarca Filareto), que estaba relacionado por matrimonio con la anterior dinastía. De acuerdo a la leyenda fue salvado de sus enemigos polacos por un heroico campesino, Iván Susanin (véase la ópera Una vida por el Zar). Es coronado el 22 de julio.  Según Dunning, «Es una de las grandes y trágicas ironías de la historia rusa que el fundador de la dinastía Románov pusiera fin rápidamente a la Inestabilidad, en parte aplastando a los mismos cosacos patriotas que salvaron el país y lo llevaron al poder».: 299 

Románov estaba emparentado por matrimonio con los Rúrikidas y, según se dice, había sido salvado de sus enemigos por el heroico campesino Iván Susanin. Tras tomar el poder, Románov ordenó que del hijo de tres años del Falso Dimitri II fuera llevado a la horca y, según se dice, estranguló a Marina Mniszech en prisión.

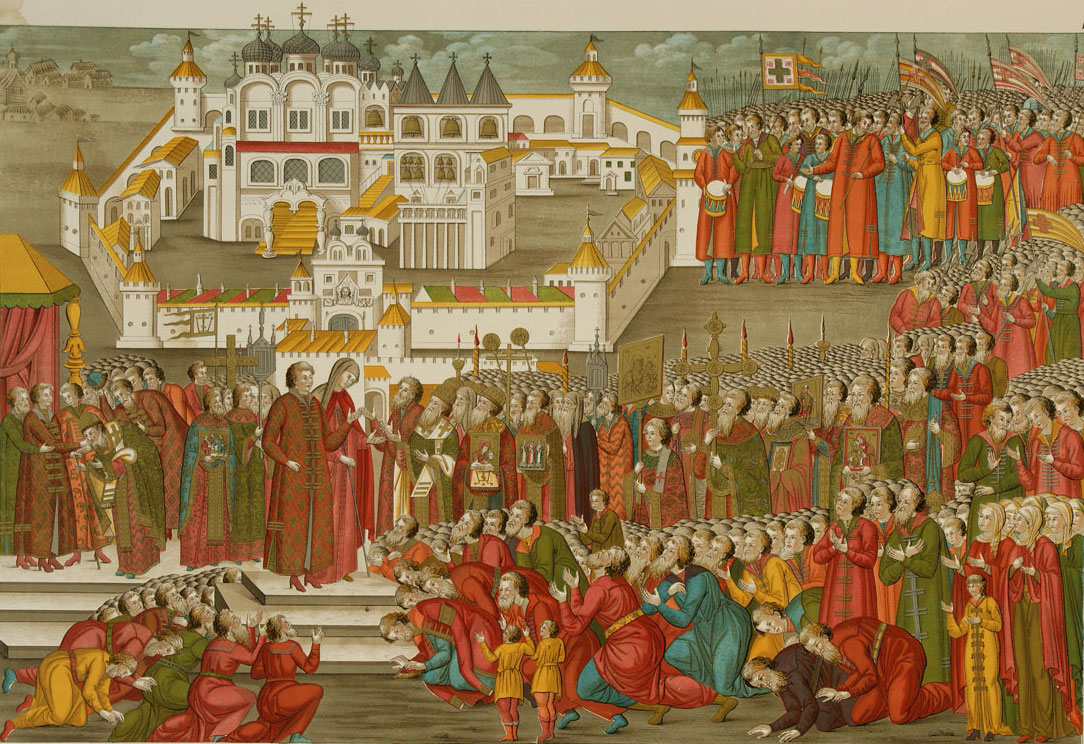
Multitud en el Monasterio Ipátiev en 1613 implorando a la madre de Mijaíl Romanov que le permitiera ir a Moscú y convertirse en zar.

La guerra de Ingria duró hasta el Tratado de Stolbovo en 1617 y las Dmitríadas duraron hasta la Paz de Deúlino en 1619. Ambas forzaron a Rusia a hacer algunas concesiones territoriales, aunque recuperarían la mayoría en los siguientes siglos. Pero lo más importante es que hicieron unirse a todas las clases de la sociedad rusa alrededor de los zares Románov y sentaron los cimientos de lo que sería el poderoso Imperio ruso. A pesar de ello, el historiador ruso Andréi Nóvikov expresó una visión controvertida sobre que «la intervención polaca representó una posibilidad para la cruda Rusia para acercarse a Europa; en lugar de eso, los rusos eligieron centenares de años de esclavitud».
Aunque Rusia obtuvo la paz mediante tratados y conservó su independencia, Suecia y la Mancomunidad de Polonia-Lituania la obligaron a realizar importantes concesiones territoriales, la mayoría de las cuales se recuperaron durante el siglo siguiente. Ingria fue cedida a los suecos (quienes establecieron la Ingria Sueca), y Severia y la ciudad de Smolensk quedaron en manos de los polacos. la época de la Inestabilidad unió a las clases sociales rusas en torno a los zares Románov, sentando las bases para las posteriores reformas de Pedro el Grande.
Se estima que el total de muertes causadas por el conflicto oscila entre 1 y 1,2 millones, mientras que algunas zonas de Rusia experimentaron descensos demográficos superiores al 50 %.  La superficie cultivada en Rusia Central se redujo varias veces. Debido a la disminución de la población, los salarios de los campesinos mejoraron y el proceso de servidumbre, que se había intensificado en la segunda mitad del siglo XVI, se redujo en cierta medida.

## Alusiones culturales

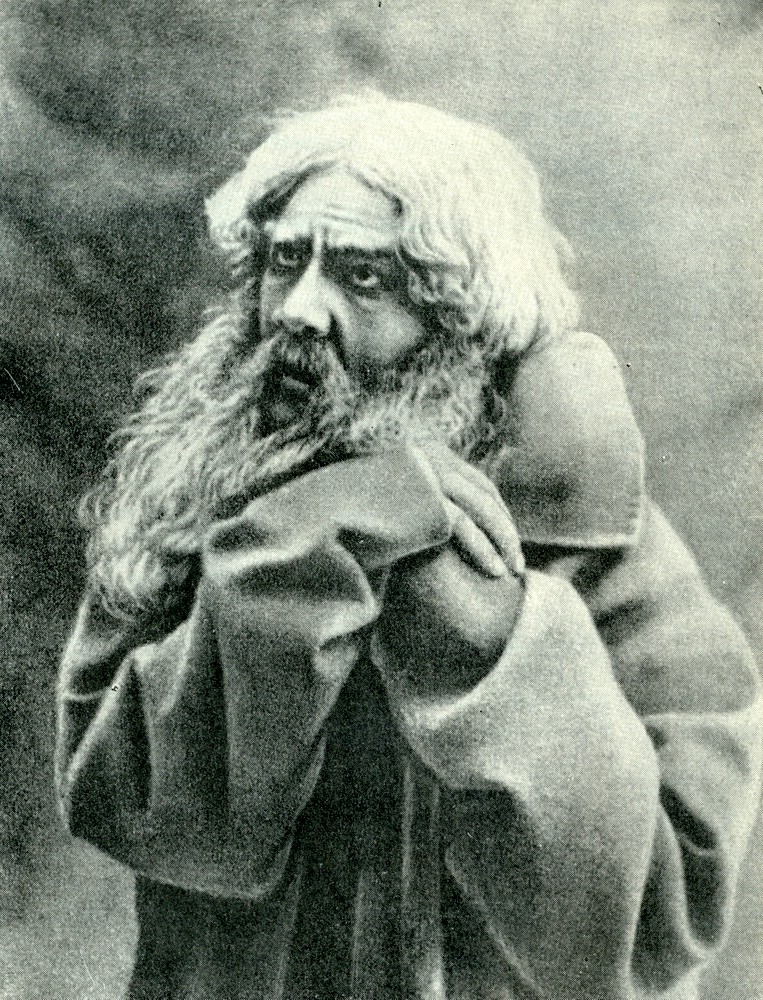
Fiódor Shaliapin como Iván Susanin ien la ópera «Una vida por el Zar»

El Día de la Unidad se celebraba anualmente cada 4 de noviembre en conmemoración de la capitulación de la guarnición polaca en el Kremlin hasta el ascenso de la Unión Soviética, cuando fue reemplazado por las celebraciones de la Revolución de Octubre. El día festivo fue reinstaurado por el presidente Vladímir Putin en 2005.
El Período Tumultuoso ha inspirado a artistas y dramaturgos de Rusia y del extranjero. Los tres temas más populares son la liberación de Moscú por Pozharski y Minin, la lucha entre Borís Godunov y el Falso Dimitri I, e Iván Susanin, un campesino que supuestamente se sacrificó para alejar a los polacos de Mijaíl Románov:
- Una vida por el zar (llamada Iván Susanin durante la era soviética), ópera de Mijaíl Glinka
- Borís Godunov, obra de teatro de Aleksandr Pushkin
- Borís Godunov, ópera de Modest Músorgski basada en la obra de Pushkin
- Dos óperas sobre el Falso Dimitri I: Dimitrij, de Antonín Dvořák, y Dimitri, de Victorin de Joncières, con libreto basado en la obra de teatro inconclusa de Friedrich Schiller, Demetrius
- El Monumento a Minin y Pozharski, en la Plaza Roja
- Minin y Pozharski, película de Vsévolod Pudovkin
- 1612, película épica de 2007 de Vladimir Khotinenko

Artistas rusos y polacos han pintado numerosas obras basadas en este período. Chester Dunning, en su libro de 2001 La primera guerra civil de Rusia: la época de los disturbios y la fundación de la dinastía Románov, escribió que la Rusia moderna comenzó en 1613 con la fundación de la dinastía Románov.